# Amy McGrath
Amy M. McGrath, född 3 juni 1975 i Cincinnati i Ohio i USA, är en amerikansk före detta marin stridspilot och politisk kandidat. Hon var den första kvinnliga pilot från Marine Corps som flög F / A-18 på ett stridsuppdrag. McGrath arbetate 20 år i Marine Corps under vilken tid hon flög 89 stridsuppdrag som bombade al-Qaida och talibaner. 2016 togs hon in i Aviation Museum of Kentuckys Hall of Fame och hennes militära berättelse beskrivs i Band of Sisters: American Women at War in Iraq. 
McGrath var den demokratiska nominerade för Kentuckys 6:e kongressdistrikt i valet 2018, och förlorade knappt till den republikanska kandidaten Andy Barr. I juli 2019 tillkännagav hon sin kampanj för att delta i den demokratiska nomineringen till USA:s senat i valet 2020. Hon utmanar den sittande senatorn Mitch McConnell. 

## Uppväxt och utbildning
McGrath föddes i Cincinnati, Ohio. Hon växte upp i Edgewood, Kentucky, strax utanför Covington, som den yngsta av tre barn. Hon har en äldre syster och bror. Hennes far, Donald McGrath, undervisade engelska i Cincinnati i 40 år. Hennes mor, Marianne McGrath, är psykiater och en av de första kvinnorna som tog examen vid University of Kentuckys medicinska skola.
McGrath gick på St. Pius X Middle School, en katolsk skola i Edgewood. 1993 tog McGrath sin examen vid Notre Dame Academy där hon spelade fotboll, basket, baseball och var kapten för fotbollslaget under sina sista år. Under hennes sista år fick hon en superintendents utnämning till USA:s marinakademi, samma år som kongressen upphävde uteslutningspolitiken för strid som förbjöd kvinnor att bli stridspiloter. 
1997 tog McGrath examen vid United States Naval Academy med en kandidatexamen i statsvetenskap. McGrath fick ett examensbevis i juridikstudier från Georgetown University 2011. På United States Naval Academy var McGrath med i det första fotbollslaget för kvinnor. 
2014 blev McGrath Master of Arts i internationella och globala säkerhetsstudier från Johns Hopkins University.

## Militär karriär
Efter examen från Naval Academy, vid 21 års ålder, blev McGrath andra löjtnant i Marine Corps. 1999 avslutade hon flygskolan och började en karriär som Weapons Systems Officer (WSO) i F/A-18-flygplanet. McGrath hade upptäckt att hon inte hade fullgod syn, vilket innebar att hon inte kunde bli pilot, men som WSO, skötte hon vapen inklusive luft-till-luft AMRAAM-missiler och värmesökande Sidewinders. Hon blev placerad i Marine All-Weather Fighter Attack Squadron 121. När McGrath och piloten Jaden Kim gick med i VMFA-121 blev de de första kvinnliga flygare som anslöt sig till skvadronen. Under samma tid var McGrath också en del av Marine Fighter Attack Training Squadron 101.
Efter attackerna den 11 september var McGrath, som en av de yngre WSO:erna, en av de första som rapporterade till tjänst vid Marine Corps Air Station Miramar-basen innan portarna stängdes på grund av DEFCON 3. Hon blev sammanparad med en äldre pilot på flyglinjen och väntade på ordern att skydda Los Angeles, San Diego och västkusten för att potentiellt skjuta ner kapade flygplan, en order som inte kom.
I mars 2002 förflyttades McGrath till Manas, Kirgizistan för ett sexmånaders uppdrag, under vilken hon flög 51 stridsuppdrag i en F / A-18D i Operation Enduring Freedom i Afghanistan. Hon var den första kvinnan som flög ett stridsuppdrag i United States Marine Corps.
I januari 2003 flög McGrath, stationerad i Kuwait, understöd till Operation Iraqi Freedom i Irak, där hon tillhandahöll luftstöd till marktrupper och genomförde spaning och luftattacker.
Under sin militära karriär flög McGrath minst 2000 flygtimmar och var på över 85 stridsuppdrag. Hon flög också i övningar i USA, Alaska, Egypten, Australien, Korea och Japan.
Efter att ha nått sitt 20-åriga servicemärke gick McGrath i pension från den väpnade styrkan den 1 juni 2017, i rang som överstelöjtnant.

## Senatskampanjen 2020
Den 9 juli 2019 tillkännagav McGrath på Twitter att hon kandiderar till USA:s senat för Kentucky som demokrat i valet 2020 och utmanar den sittande senatorn Mitch McConnell. McGrath samlade in 3,5 miljoner dollar under sin första vecka.  

## Utmärkelser
- 2007: Notre Dame Academy, Women Making a Difference Award[18][20]
- Meritorious Service Medal[13]
- Strike/Flight Air medaljer - 8
- Navy/Marine Corps Commendation Medal
- Navy Achievement Medal
- Presidentenal Unit Citation
- Kampanjmedalj för Irak
- Afghanistan-kampanjmedalj
- 2016: Aviation Museum of Kentucky, Hall of Fame [10] [21]

## Publikationer
- McGrath, Maj Amy 'Krusty' (March 2013). Women in Combat: The Bogus Old Arguments Rise Again (A Rebuttal). Arkiverad från originalet den 2018-07-08. https://web.archive.org/web/20180708191518/https://www.mca-marines.org/gazette/2013/03/women-combat-bogus-old-arguments-rise-again-rebuttal. Läst 3 september 2019.
- United States Marine Corps (March 1, 2013). United States Marine Corps Interagency Integration Strategy. Marine Corps Service Campaign Plan Annex V. http://www.mccdc.marines.mil/LinkClick.aspx?fileticket=7fjTG1Ta-j8%3D&tabid=17215&portalid=172&mid=37143
- McGrath, Amy (May 2014). More for Less: Protecting America's Security Interests Through Soft Power Programs. https://jscholarship.library.jhu.edu/bitstream/handle/1774.2/37260/MCGRATH-THESIS-2014.pdf
- McGrath, Amy (September 28, 2016). We need—and deserve—an American version of the Brits' Chilcot Report. https://foreignpolicy.com/2016/09/28/we-need-and-deserve-an-american-version-of-the-brits-chilcot-report/.